# Красноспинный пищухоклювый древолаз
Красноспинный пищухоклювый древолаз (лат. Campylorhamphus trochilirostris) — вид птиц семейства печниковых. Выделяют 12 подвидов.
Красноспинный пищухоклювый древолаз довольно крупный вид древолазов. Общая длина тела составляет 24—28 см. Согласно названию у красноспинного пищухоклювого древолаза длинный изогнутый книзу клюв и красноватое оперение. Спина красно-коричневая, а брюшко - светлое с коричневым оттенком. Горло и голову покрывают коричневые и белые полосы.
Птицы питаются насекомыми и другими беспозвоночными, склёвывая их со стволов и ветвей деревьев. Красноспинные пищухоклювые древолазы вне периода размножения часто ведут одиночный образ жизни, однако часто объединяются в стаи. 2-3 яйца откладываются в заброшенном дупле или в любой другой древесной полости. Оба родителя участвуют в высиживании яиц и выкармливании птенцов.
Этот древолаз является одним из наиболее распространенных видов. Он обитает в Аргентине, Боливии, Бразилии, Колумбии, Эквадоре, Панаме, Парагвае, Перу и Венесуэле. Естественной средой обитания птицы являются субтропические и тропические засушливые леса, субтропические и тропические влажные низменные леса, а также субтропические и тропические горные леса. Красноспинные пищухоклювые древолазы, в основном, горные птицы, встречаются на высоте до 1200 метров над уровнем моря.